# 丁思林
丁思林（1913年—1939年），湖北红安县人。中华民国将领。
1932年，参加中国工农红军。1933年，加入中国共产党，历任排长、连长、营长，红三十一军第274团参谋长。参加了西征、川陕革命根据地反三路围攻、反六路围攻和红四方面军长征。抗日战争时期，任八路军第129师386旅772团1营营长，参加了冀南香城固战斗和晋东南反九路围攻。1938年8月1日，386团组建新一团。9月3日，担任新一团团长。1939年7月5日，与日军109师团107联队交战。7月8日，在交战中身亡。